# Gundi Busch
Gundula « Gundi » Busch (Milan, 29 avril 1935 - Stockholm, 31 janvier 2014) est une patineuse artistique allemande.
En 1954 elle devint championne du monde, d'Europe et d'Allemagne.

## Biographie

### Carrière sportive
Elle commence le patinage à l'âge de quatre ans. Elle est entrainée par Thea Frenssen au club SC Riessersee[réf. nécessaire].

## Palmarès
| Compétition                         | 1951 | 1952 | 1953 | 1954 |  |  |  |  |  |  |  |  |  |  |  |
| Jeux olympiques d'hiver             |      | 8e   |      |      |  |  |  |  |  |  |  |  |  |  |  |
| Championnats du monde               | 10e  | 6e   | 2e   | 1re  |  |  |  |  |  |  |  |  |  |  |  |
| Championnats d’Europe               | 6e   | 7e   | 2e   | 1re  |  |  |  |  |  |  |  |  |  |  |  |
| Championnats d'Allemagne de l'Ouest | 3e   | 2e   | 1re  | 1re  |  |  |  |  |  |  |  |  |  |  |  |
|                                     |      |      |      |      |  |  |  |  |  |  |  |  |  |  |  |